# アレキサンダー・ディナーシュタイン
アレキサンダー・ディナーシュタイン（露: Александр Григорьевич Динерштейн、1980年4月19日 - ）は、ロシア、韓国の囲碁棋士。ロシア出身、韓国棋院所属、三段。スベトラーナ・シックシナとともに、ロシア人としては初めての囲碁のプロ棋士。ヨーロッパチャンピオン7回など。

## 経歴
カザン生まれ。6歳の時に父からチェスと囲碁を学ぶが、のち囲碁にのめり込むようになる。1996年に韓国棋院に研修生として招待されて囲碁学校に入り、朴永訓などとともに学ぶ。1999年にヨーロッパ碁コングレストーナメントで優勝、以後ヨーロッパチャンピオン7回。また応昌期杯ヨーロッパ大会、ヨーロッパ囲碁王座、欧州マスターズなどで優勝。2000年に全国アマ最強戦準優勝。2002年に韓国棋院で初段に推薦される。同年トヨタ&デンソー杯囲碁世界王座戦、LG杯世界棋王戦に欧州代表として出場。その後も応昌期杯、富士通杯などの世界選手権に出場。2004年にはLG杯1回戦で王立誠を破る星を挙げた。2008年に三段特別昇段。第1回ワールドマインドスポーツゲームズでは男子団体戦のロシアチームで出場、予選リーグでチーム成績、個人成績とも4勝3敗。

### 国際棋戦出場歴
- トヨタ&デンソー杯囲碁世界王座戦 2002年（×兪斌）、04年（×坂井秀至）、06年（×李昌鎬）、08年（○李捷、×張栩）
- LG杯世界棋王戦 2002年（×M.レドモンド）、04年（○王立誠、×趙漢乗）、06年（×周鶴洋）
- 応昌期杯世界プロ囲碁選手権戦 2004年（×周俊勲）
- 世界囲碁選手権富士通杯 2006年（×趙治勲）、08年（×孔傑）
- 欧州選手権ヨーロッパチャンピオン 1999、2000、02、03、04、05、09年

## 注
1. ↑  名前表記は『2009年版 囲碁年鑑』（日本棋院、2009年）による。